# Крандиевская, Надежда Васильевна
Наде́жда Васи́льевна Крандие́вская (1891—1963) — советский скульптор, педагог.

## Биография

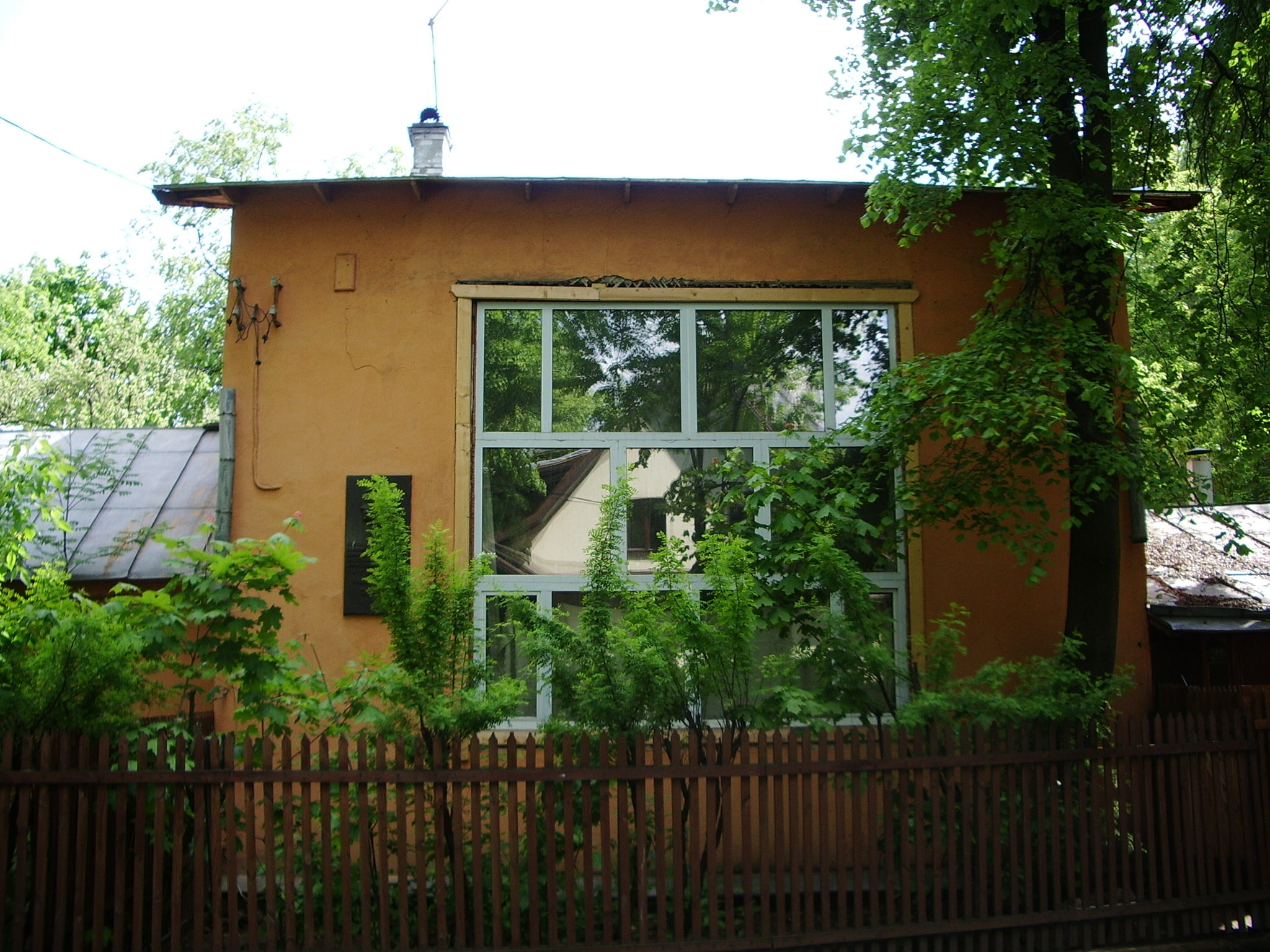
Дом Файдыш-Крандиевских в посёлке «Сокол»

Родилась 13 (25) августа 1891 года в Москве в литературной семье. Её мать — Анастасия Романовна Тархова — была известной в начале XX века писательницей; отец — Василий Афанасьевич Крандиевский — был публицистом и издателем. Её сестра Наталья была женой А. Н. Толстого.

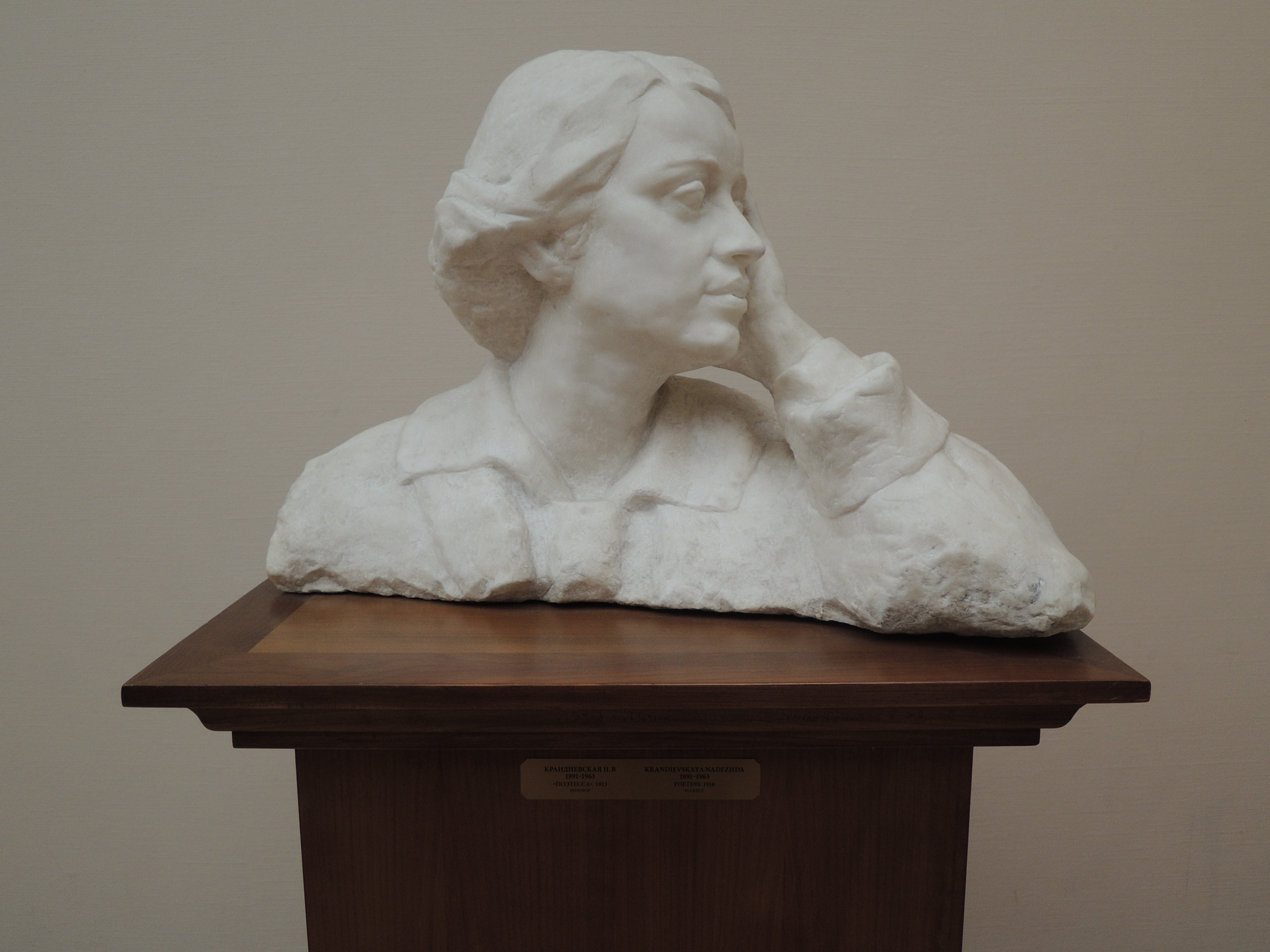
«Поэтесса», 1913 год, ГТГ

С 1910 года — вольнослушательница Московского училища живописи, ваяния и зодчества (МУЖВЗ), где училась у Сергея Волнухина (автор памятника первопечатнику Ивану Фёдорову). В 1913 году Крандиевская уехала в Париж, где училась в «Académie de la Grande Chaumière» у Бурделя, одного из классиков французской скульптуры. В 1914 году вернулась в Москву и окончила высший класс по скульптуре в МУЖВЗ. В 1916 выбыла из училища. В 1919 преподавала скульптуру в Школе живописи и скульптуры в городе Кузнецке Саратовской губернии.
Вернувшись в Москву, жила на Арбате. В начале 1930-х годов вместе с мужем и детьми переехала в отдельный дом в кооперативном посёлке «Сокол».
В 1926 году вступила в Общество русских скульпторов, состояла в объединении «Монолит». В рамках Ленинского плана монументальной пропаганды выполнила памятник украинскому философу и писателю Г. С. Сковороде (1918).
В начале 1930-х выполнила серию фигур физкультурников для парков — «Футболист», «Боксёр», «Женщина-пловец», «Толкатель ядра», «Волейболистка» и других, которые были изготовлены для массового тиражирования. Также выполнила фонтан «Девушка с кувшином» (1935). В 1930-е годы Надежда Крандиевская занималась преподавательской деятельностью, а также создала серию скульптур революционных деятелей — Будённого, Фурманова, Чапаева и Демьяна Бедного. В 1937 году совместно с М. Г. Манизером и В. В. Лишевым занималась скульптурным оформлением нового здания Государственной библиотеки имени В. И. Ленина (несколько медальонов на фасаде и статуи «Красноармеец» и «Колхозница» на аттике здания).
В 1940—1950 годах она выполнила ряд скульптурных портретов известных актёров, писателей и других деятелей культуры. Ею были созданы надгробные памятники В. Г. Короленко в Полтаве, Наде Шаталиной (1944) и генерал-майора Г. Д. Баньковского (1952) на Новодевичьем кладбище в Москве.

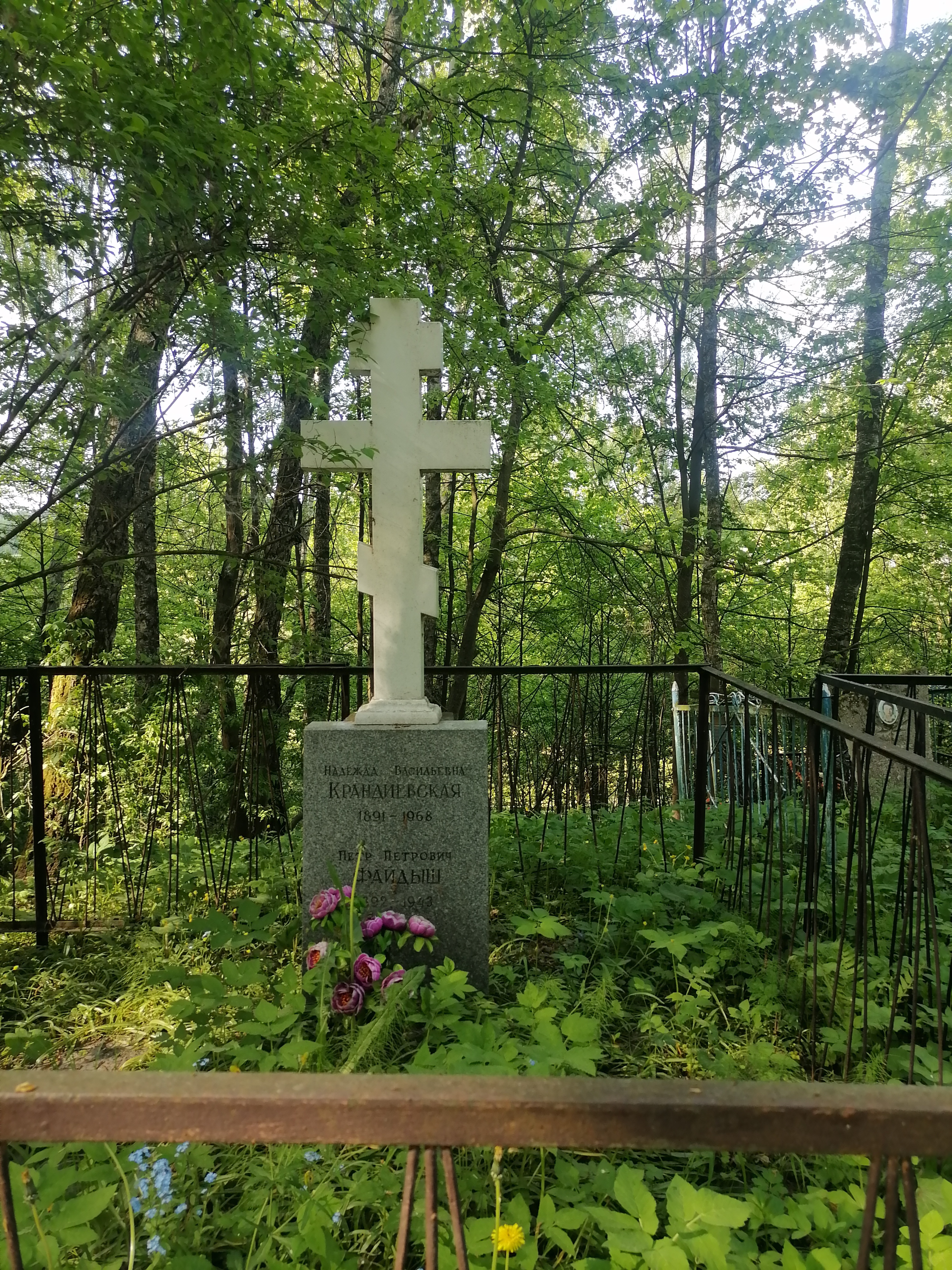
Могила в Тарусе

Умерла 19 июня 1963 года в Москве. Похоронена Городском кладбище Тарусы.

### Семья
- Муж — Файдыш, Пётр Петрович, архитектор. Их дети:
  - Файдыш-Крандиевская, Наталия Петровна (Навашина) (1923—2018) — художница.
  - Файдыш-Крандиевский, Андрей Петрович (1920—1967) — скульптор.

## Надгробие Якова Рекка

Скульптура Христа на Введенском кладбище

Н. В. Крандиевская создала в 1947 году для усыпальницы Рекк-Третьяковых на Введенском кладбище беломраморную фигуру Христа. Этот памятник родственники планировали установить в 1913 году на могиле немецкого купца Якова Рекка. Скульптура была заказана в Италии, но начавшаяся Первая мировая война, а затем Октябрьская революция не позволили доставить статую в Москву. Только после Великой Отечественной войны родственники Якова Рекка — Третьяковы — заказали новую скульптуру Надежде Крандиевской. В хрущёвские времена памятник был сброшен, некоторые его части откололись. Позднее скульптура была восстановлена.